# Ammobates punctatus
Ammobates punctatus ist eine Biene aus der Gattung Ammobates innerhalb der Familie der Echten Bienen (Apidae).

## Merkmale
Ammobates punctatus ist sieben bis acht Millimeter groß, ihre Gestalt ist gedrungen. Die Grundfarbe ist schwarz. Weiße Filzflecken sind an vielen Stellen vorhanden. Hinterleibssegment zwei und drei sind rot.

## Vorkommen
Die Art kommt in Süd- und Mitteleuropa vor. Die Nordgrenze des Verbreitungsgebietes ist der 53. Breitengrad. In Deutschland sind Nachweise nur aus den südlichen Bundesländern vorhanden. In Baden-Württemberg sind fast nur Funde aus den Flugsandgebieten der nördlichen Oberrheinebene bekannt.

## Lebensweise
Ammobates punctatus ist univoltin, das heißt, sie bildet nur eine Generation pro Jahr. Die Tiere fliegen von Ende Juni bis Mitte August. Als Nektarquellen werden beispielsweise Berg-Sandglöckchen (Jasione montana), Gewöhnlicher Natternkopf (Echium vulgare), Hasen-Klee (Trifolium arvense), Tauben-Skabiose (Scabiosa columbaria) und Sand-Thymian (Thymus serpyllum) genutzt. Als Wirt für diesen Brutparasiten dient Anthophora bimaculata.